# James Milner
James Philip Milner MBE, född 4 januari 1986 i Horsforth, Leeds, är en engelsk fotbollsspelare som spelar för Brighton & Hove Albion.
Milner hade tidigare rekordet som Premier Leagues yngsta målskytt genom tiderna då han 16 år och 309 dagar gammal gjorde mål mot Sunderland AFC för sin dåvarande klubb Leeds United den 26 december 2002. Milners rekord slogs 2005 av Evertons James Vaughan. Den 29 augusti 2008 såldes han till Aston Villa för 12,5 miljoner pund. Milner debuterade i det engelska landslaget 2009.

## Klubblagskarriär
Den 18 augusti 2010 värvades Milner av Manchester City som gav Aston Villa Stephen Ireland plus en summa pengar. Värdet på Citys bud uppgavs i media vara 26 miljoner pund.

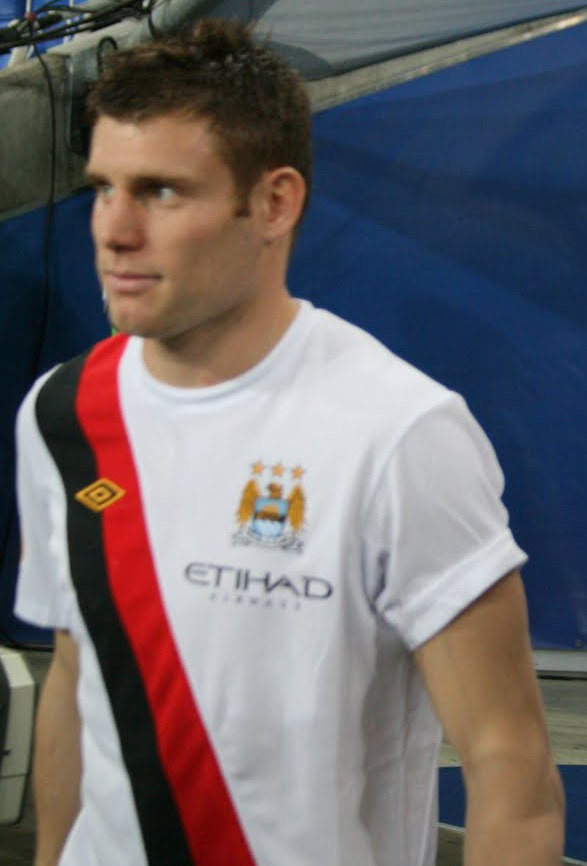
Milner i Manchester City, 2010

Den 12 maj 2014 blev Milner uttagen i Englands trupp till fotbolls-VM 2014 av förbundskaptenen Roy Hodgson.
Den 4 juni 2015 blev Milner klar för den engelska klubben Liverpool. Han lämnade klubben efter säsongen 2022/2023 i och med att hans kontrakt gick ut.
I juni 2023 blev det officiellt att Milner hade skrivit på ett kontrakt med den engelska klubben Brighton & Hove Albion. Kontraktslängden är på ett år, med en option på ytterligare ett år.

## Meriter

### Newcastle United
- Uefa Intertoto Cup: 2006

### Manchester City
- Premier League: 2011/2012, 2013/2014
- Engelska Ligacupen: 2013/2014
- Community Shield: 2012
- FA-cupen: 2010/2011

### Liverpool
- Uefa Champions League: 2018/2019
- FA-cupen: 2021/2022
- Uefa Super Cup: 2019
- VM för klubblag: 2019
- Premier League: 2019/2020
- Engelska Ligacupen: 2021/2022
- Community Shield: 2022